# Secretaría General de Políticas Públicas, Asuntos Europeos y Prospectiva Estratégica
La Secretaría General de Políticas Públicas, Asuntos Europeos y Prospectiva Estratégica es un órgano directivo de la Presidencia del Gobierno que se encarga de diseñar y coordinar las políticas nacionales y comunitarias del ejecutivo y de gestionar las relaciones bilaterales de España con otros países europeos. Tiene su sede en el edificio Semillas del Palacio de la Moncloa. Actualmente lo dirige el académico Diego Rubio.

## Funciones
Según el Real Decreto 890/2023 de 27 de noviembre publicado en el BOE sus funciones son:
a) Asesorar al presidente del Gobierno en el diseño e implementación de políticas públicas nacionales y europeas.
b) Fomentar la coordinación entre ministerios para garantizar la coherencia integral de la acción de gobierno.
c) Asesorar y asistir al presidente del Gobierno en los asuntos relacionados con la Unión Europea y con las relaciones bilaterales con los países europeos.
d) Proporcionar al presidente del Gobierno la información necesaria para el ejercicio de su participación en el Consejo Europeo, llevando a cabo el análisis y seguimiento de los programas y acciones de la Unión Europea.
e) Analizar los retos y oportunidades de España en los próximos años y ayudar al país a prepararse para ellos.

## Estructura
Es la unidad más grande de la Presidencia del Gobierno. Se compone de cuatro departamentos con rango de Dirección General y cinco subdirecciones:
1. Departamento de Políticas Públicas
- Subdirección Políticas de Crecimiento y Desarrollo
- Subdirección de Políticas Sociales
- Subdirección de Políticas Medioambientales

2. Departamento de Asuntos Europeos
- Subdirección de coordinación

3. Oficina Nacional de Prospectiva y Estrategia
- Subdirección de coordinación

4. Oficina Nacional de Asesoramiento Científico
El actual secretario general es Diego Rubio.

## Titulares
1. Diego Rubio Rodríguez (2023-2024)